# Certonotus vestigator
Certonotus vestigator är en stekelart som först beskrevs av Smith 1858.  Certonotus vestigator ingår i släktet Certonotus och familjen brokparasitsteklar. Inga underarter finns listade i Catalogue of Life.